# Championnats d'Afrique de sambo 2021
Navigation
2020 2022
Les Championnats d'Afrique de sambo 2021 sont la 15e édition des Championnats d'Afrique de sambo. Ils se déroulent entre le 28 et le 31 juillet au Stade international du Caire, en Égypte,.

## Résultats

### Sambo hommes
Les résultats sont les suivants, :
| Épreuves | Or                        | Argent                         | Bronze                              |
| -------- | ------------------------- | ------------------------------ | ----------------------------------- |
| 58 kg    | Yasser Bouhessoune (MAR)  | Ibrahim Zaghlol (EGY)          |                                     |
| 64 kg    | Mohamed Taibi (MAR)       | Mohamed Camara (CIV)           | Mahmoud Hosam Elshtahy (EGY)        |
| 71 kg    | Roger Ndongo (CMR)        | Merdie Luyindula (COD)         | Abderrahim El Kars (MAR)            |
| 71 kg    | Roger Ndongo (CMR)        | Merdie Luyindula (COD)         | Djibrine Ngambongo (CAF)            |
| 79 kg    | Rubin Wina Itumba (COD)   | Ahmed Abdelbaset Darwish (EGY) | Boubou Camara (MTN)                 |
| 79 kg    | Rubin Wina Itumba (COD)   | Ahmed Abdelbaset Darwish (EGY) | Franck Xavier Tadjuka Fontsop (CMR) |
| 88 kg    | El Houcine Chakiri (MAR)  | Henrique Joao (ANG)            | Tonny Aroka Bahati (COD)            |
| 88 kg    | El Houcine Chakiri (MAR)  | Henrique Joao (ANG)            | Hassan Said Hendy (EGY)             |
| 98 kg    | Gérard Vanlier Ndam (CMR) | Abderrahim El Ayba (TUN)       | Mohamed Ali Gaber (EGY)             |
| 98 kg    | Gérard Vanlier Ndam (CMR) | Abderrahim El Ayba (TUN)       | Aboubacrine Illissaou (NIG)         |
| +98 kg   | Brahim Mouhyi (MAR)       | Benoit Asso'o Emane (CMR)      | Mostafa Ali Gaber (EGY)             |

### Sambo de combat hommes
Les résultats sont les suivants, :
| Épreuves | Or                         | Argent                        | Bronze                          |
| -------- | -------------------------- | ----------------------------- | ------------------------------- |
| 58 kg    | Jaafar Amine (MAR)         | Célestin Mbida Zanga (CMR)    | Abdelsabiq Ahmed (EGY)          |
| 64 kg    | Leghfiri Bouchaib (MAR)    | Keita Moussa (GUI)            | Suhaily Anwer (EGY)             |
| 71 kg    | Mohamed Ahmed Ismail (EGY) | Amimi Ilias (MAR)             | LoubakiI Terlond-Radich (CGO)   |
| 71 kg    | Mohamed Ahmed Ismail (EGY) | Amimi Ilias (MAR)             | Hounsou Gbedjinou S. (CIV)      |
| 79 kg    | Diani Badreddine (MAR)     | Fathy Ayman Galal (EGY)       | Camara Seydouba (GUI)           |
| 88 kg    | Anmed Eslam Ibrahim (EGY)  | Essoufi Boubker (MAR)         |                                 |
| 98 kg    | Seidou Nji Mouluh (CMR)    | Mano Israel Phinees (BUR)     | Mohamed Ali Mohamed (EGY)       |
| +98 kg   | Djantou Nana Maxwell (CMR) | Abdelfatah Khaled Fathy (EGY) | Adamou Halidou Mainassara (NIG) |
| +98 kg   | Djantou Nana Maxwell (CMR) | Abdelfatah Khaled Fathy (EGY) | Saanouni Makrem (TUN)           |

### Sambo femmes
Les résultats sont les suivants :
| Épreuves | Or                           | Argent                  | Bronze                      |
| -------- | ---------------------------- | ----------------------- | --------------------------- |
| 59 kg    | Ziane Wissal (MAR)           | Negm Hanaa Walid (EGY)  | Vemba Welvina Antonia (ANG) |
| 65 kg    | Mandar Sanaa (MAR)           | Kone Noellie (MLI)      | Gomaa Fatma Ramadan (EGY)   |
| 72 kg    | Feugang Kuetche Edwiga (CMR) | Ahmed Osman Menna (EGY) | Ziane Khaoula (MAR)         |

### Sambo de plage hommes
Les résultats sont les suivants, :
| Épreuves | Or                                  | Argent                    | Bronze                         |
| -------- | ----------------------------------- | ------------------------- | ------------------------------ |
| 58 kg    | Yasser Bouhessoune (MAR)            | Zaghlol Ibrahim (EGY)     | Mbida Zanga (CMR)              |
| 71 kg    | Taibi Mohamed (MAR)                 | Ndongo Roger (CMR)        | Ngambongo Djibrine Garba (CAF) |
| 71 kg    | Taibi Mohamed (MAR)                 | Ndongo Roger (CMR)        | Camara Mohamed (CIV)           |
| 88 kg    | Franck Xavier Tadjuka Fontsop (CMR) | Joao Henrique (ANG)       | Husin Ahmed Mohamed (EGY)      |
| 88 kg    | Franck Xavier Tadjuka Fontsop (CMR) | Joao Henrique (ANG)       | Wina Itumba Rubin (COD)        |
| +88 kg   | Djantou Nana Maxwell (CMR)          | Mano Israel Phinees (BUR) | Elsaid A. (EGY)                |
| +88 kg   | Djantou Nana Maxwell (CMR)          | Mano Israel Phinees (BUR) | Aroka Bahati Tonny (COD)       |

### Sambo de plage femmes
Les résultats sont les suivants :
| Épreuves | Or                           | Argent                      | Bronze                       |
| -------- | ---------------------------- | --------------------------- | ---------------------------- |
| 59 kg    | Ziane Wissal (MAR)           | Vemba Welvina Antonia (ANG) | Negm Hanaa Walid (EGY)       |
| 72 kg    | Feugang Kuetche Edwiga (CMR) | Kone Noellie (MLI)          | Ahmed Tawfik Aliaa (EGY)     |
| 72 kg    | Feugang Kuetche Edwiga (CMR) | Kone Noellie (MLI)          | Mandar Sanaa (MAR)           |
| +72 kg   | Ziane Khaoula (MAR)          | Kamanda Ngalula Ange (COD)  | Abd Elkhajik Mona Reda (EGY) |